# Thorsten Fink
Thorsten Fink (Dortmund, 29 de outubro de 1967) é um treinador e ex-futebolista alemão que atuava como meio-campista. Atualmente comanda o Genk.
Revelado nas categorias de base do Borussia Dortmund, atuaria durante três temporadas na equipe reserva, mas nunca chegaria a defender a principal. Por conta disso, se transferiria para o Wattenscheid 09. Teria participação importante em sua primeira temporada no clube, disputando 37 partidas e marcando um tento e, ao término da temporada, conseguiu o acesso à primeira divisão com o pequeno clube. Posteriormente, passaria outras quatro temporadas no clube, tendo grande desempenho, o qual, chamou a atenção de outros clubes. Uma das propostas fora do Karlsruher, para qual seguiu. 
Na tradicional equipe, passaria outras três grandes temporadas, se destacando e sendo importante para o time. Por conta do seu desempenho, seguiria para o Bayern München. Seria importante para o elenco novamente durante as cinco temporadas seguintes, mas acabaria perdendo sua vaga no time por conta de lesões, tendo disputado apenas onze partidas nas duas temporadas seguintes. Mesmo com 35 anos, continuou atuando, porém, apenas na equipe reserva do Bayern, onde jogou durante três temporadas, quando decidiu se aposentar por conta das lesões.
Poucos meses após sua aposentadoria, iniciou sua carreira como treinador. Seu primeiro clube fora a equipe reserva do Red Bull Salzburg, onde permaneceu durante uma temporada. Após Lothar Matthäus deixar o cargo de assistente de Giovanni Trapattoni na equipe principal, Fink assumiu a posição. Porém, permaneceria pouco menos de seis meses, quando aceitou uma oferta do Ingolstadt 04 para se tornar o treinador da equipe. 
Mesmo tendo assumido o clube durante a temporada em andamento, conseguiria bons resultados, levando o jovem clube ao acesso à segunda divisão alemã. Porém, na estreia do clube na divisão, acabaria não conseguindo os mesmos bons resultados, sendo demitido. Permaneceria pouco tempo desempregado, tendo assumido logo em seguida o Basel, onde teria grande destaque em sua primeira temporada, conquistando o Campeonato Suíço e a Copa da Suíça. Já na seguinte, conquistaria apenas o campeonato, após grande disputa com o Zürich pelo título.
Mesmo tendo iniciado uma terceira temporada com o Basel, que disputa a fase de grupos da Liga dos Campeões da UEFA e conseguiu quatro pontos nas duas primeiras partidas, sendo uma delas um empate em 3 x 3 com o Manchester United no Old Trafford após sair perdendo por 2 x 0, virar e sofrer o empate no acréscimos, se transferiu em 13 de outubro de 2011 para o Hamburg, último colocado na Bundesliga, tendo assinado um contrato de três temporadas. Foi demitido pelo clube em 17 de setembro de 2013 após derrota para o Borussia Dortmund.

## Títulos
Vissel Kobe
- Copa do Imperador: 2019
- Supercopa Japonesa: 2020